# Prähistorische Musik

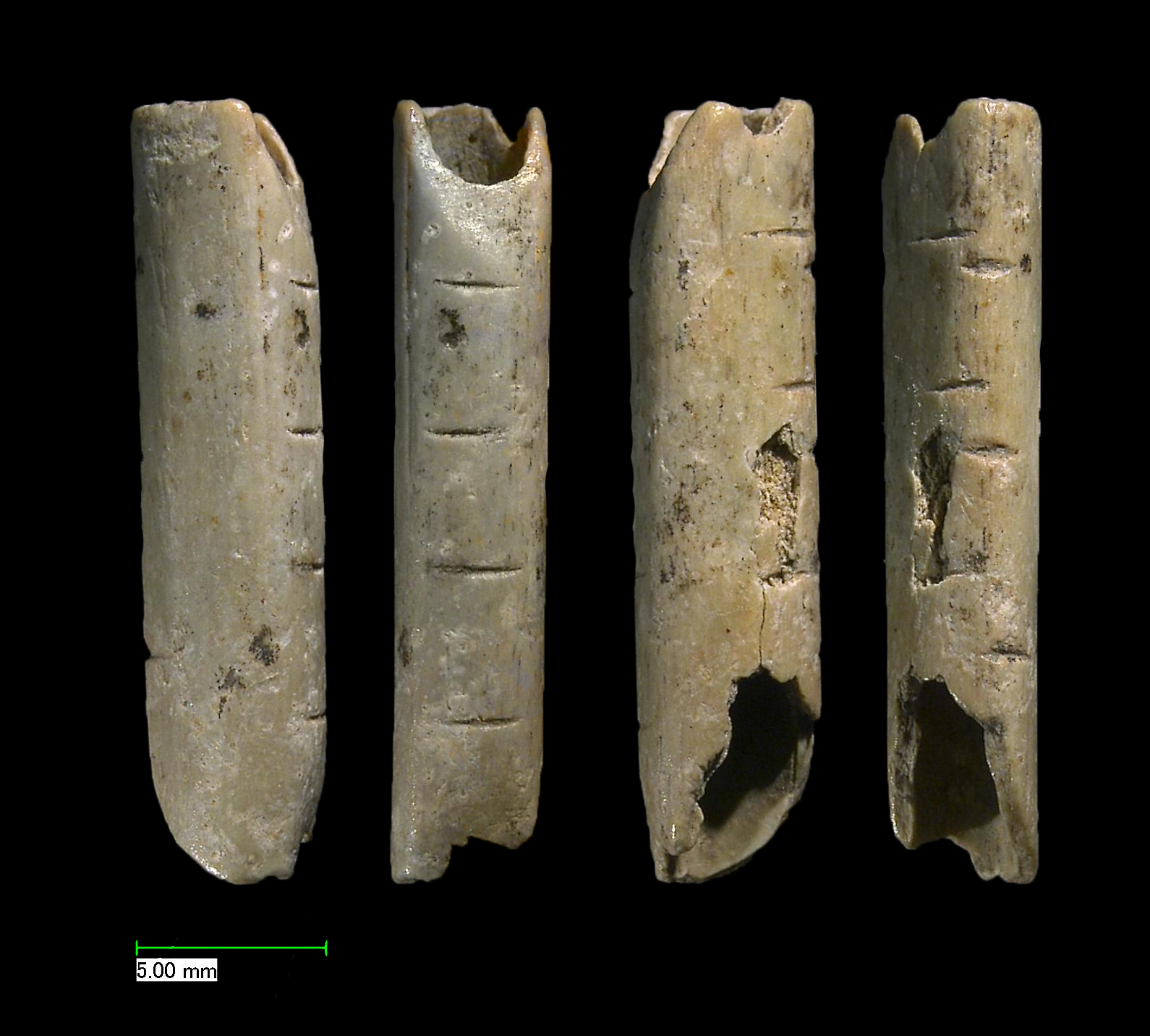
Flöte aus Gänsegeierknochen in vier Ansichten, Vogelherdhöhle (40.000 Jahre alt, Aurignacien), UNESCO-Welterbe „Höhlen und Eiszeitkunst im Schwäbischen Jura“, Museum der Universität Tübingen

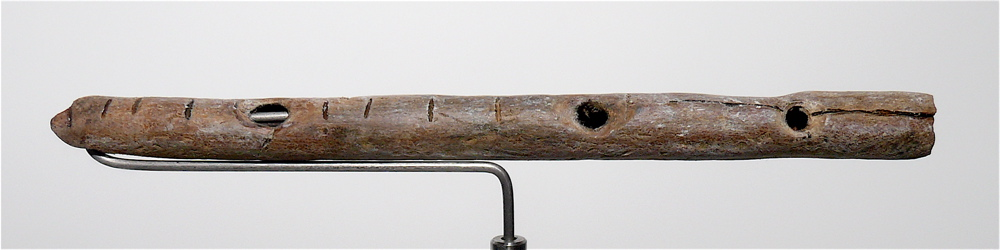
Flöte 1 aus dem Geißenklösterle, 35.000 bis 40.000 Jahre alt (Nachbildung)

Prähistorische Musik umfasst die aus der Urgeschichte und Frühgeschichte stammenden Fundobjekte, die mutmaßlich als Musikinstrumente und sonstige Klangerzeuger dienten, und sämtliche musikalische Ausdrucksformen der Menschheit von den ersten anatomischen Voraussetzungen und technologischen Möglichkeiten bis zum Beginn der frühen Hochkulturen, so wie sie von der Musikarchäologie mit den analytischen Methoden der Archäologie und der Musikwissenschaft rekonstruiert werden. Strittig ist die Frage, inwieweit Erkenntnisse der Musikethnologie über Kulturen, in denen den Fundobjekten ähnliche Klangwerkzeuge – in erster Linie bestimmte Flöten und Idiophone – bis heute verwendet werden, hierbei Rückschlüsse zulassen.
Eine Art von Musik war vermutlich schon in prähistorischer Zeit ein zentraler Bereich des schöpferischen Schaffens und der Kultur des Menschen. Es gibt Hinweise dafür, dass über den alltäglichen unterhaltenden Gebrauch von Musik, Zeremonien mit musikalischer Begleitung abgehalten wurden. Des Weiteren könnten die ersten Klangerzeuger zur Übermittlung von Signalen auf der Jagd oder als Lockmittel genutzt worden sein. Älteste Funde – aus Geweihstücken und Knochen gefertigt – datieren aus der Zeit des ersten Erscheinens des anatomisch modernen Menschen und dem Neandertaler in Europa vor etwa 45.000 Jahren. Relikte aus organischen, d. h. vergänglichen Materialien, sind nur in Ausnahmefällen auffindbar.

## Musikarchäologie
Die Musikarchäologie liefert durch die Auswertung von Funden wichtige Hinweise auf die Lebensweise der Menschen in prähistorischer Zeit. Die Stufen der menschlichen Entwicklung von der Verwendung von Stein als Werkstoff bis zur Gewinnung und Nutzung von Metallen spiegeln sich auch in den Musikinstrumenten wider. Fundzusammenhänge und – in späteren geschichtlichen Epochen – bildhafte Überlieferungen (Malereien, Plastiken, verzierte Gefäße) zeugen von verschiedenen Typen von Instrumenten und deren Verwendung.
Beobachtungen in heute noch bestehenden traditionellen Kulturen können Aufschluss darüber geben, wie die prähistorischen Menschen ihre Instrumente nutzten. Zum Beispiel ist die Schamanentrommel im eurasischen Schamanismus auch heute noch eines der wichtigsten Geräte. Die Inuit leben in sehr ähnlichen klimatischen Verhältnissen wie die Jäger und Sammler des Jungpaläolithikums. Sie verfügen über eine Ausstattung von Perkussionsgeräten wie Trommeln oder Schwirrhölzer. Im Gegensatz zu Perkussionsgeräten finden heute Aerophone meist nur bei rituellen Handlungen eine Verwendung. Sie sind auch nicht als Signal oder Lockmittel bekannt.

## Musik, Sprache und die Entwicklung des Menschen
Die wissenschaftlichen Theorien über die frühesten Formen von Musikausübung korrespondieren mit denen zum frühesten Auftreten der Sprache. Für den Frühmenschen ist die Natur der Ansprechpartner. Durch die Nachahmung von Klängen und dem Bewusstwerden der Imitation beginnt der Mensch, auch sich selbst zu reflektieren. Für die Entwicklung der Urzeitsprache gilt: Je eingänglicher der Rhythmus, desto leichter fällt die Wiederholung und umso mehr stellt sich die Bedeutung heraus. Die Wahrnehmung ist als schon einmal dagewesen vorstellbar. Die frühen Schriften der griechischen Kultur sind für den musikalischen Vortrag bestimmt und enthalten wertvolle Informationen zum kulturellen und technologischen Fortschritt ihrer Zeit. Die vermehrte Verwendung von Schrift und Sprache zur Organisation und Ordnung der Gesellschaft ist im Europa der römischen Imperialzeit weitgehend bekannt.
Musik ist damals und heute im sozialen Verhalten inbegriffen: vom täglichen Nahrungserwerb über Liebe und Fortpflanzung bis zum Begräbnis.

## Geschichtlicher Überblick
Die ältesten Funde prähistorischer Musikinstrumente, aus Stein und Knochen, datieren aus der Zeit des ersten Erscheinens des anatomisch modernen Menschen in Europa vor etwa 45.000 Jahren. Da aus dieser Zeit keine Quellen in schriftlicher Form vorhanden sind, können nur die Funde selbst als Datenbasis dienen. Der Erhaltungszustand der ältesten Funde ist schlecht. Zwar sind Materialien wie Knochen oder Geweih sehr stabil, doch sind sie oft nur in Bruchstücken erhalten.
Schwirrhölzer und Phalangenpfeifen scheinen bereits in Verbindung mit Neandertaler-Fundstellen (Ungarn: Tata) und aurignacien-zeitlichen Funden (Mähren: Pekárna-Höhle, Südwestdeutschland: Vogelherd-Höhle) zu stehen.
Aus dem Magdalénien-Horizont stammen ein reich verziertes Schwirrholz aus Rentiergeweih (Frankreich: Höhle Roche de Birol bei Lalinde in der Dordogne) und ein Trommelschlägel aus demselben Material (Südwestdeutschland: Brillenhöhle).

## Musikinstrumente aus Stein und Knochen

### Idiophone

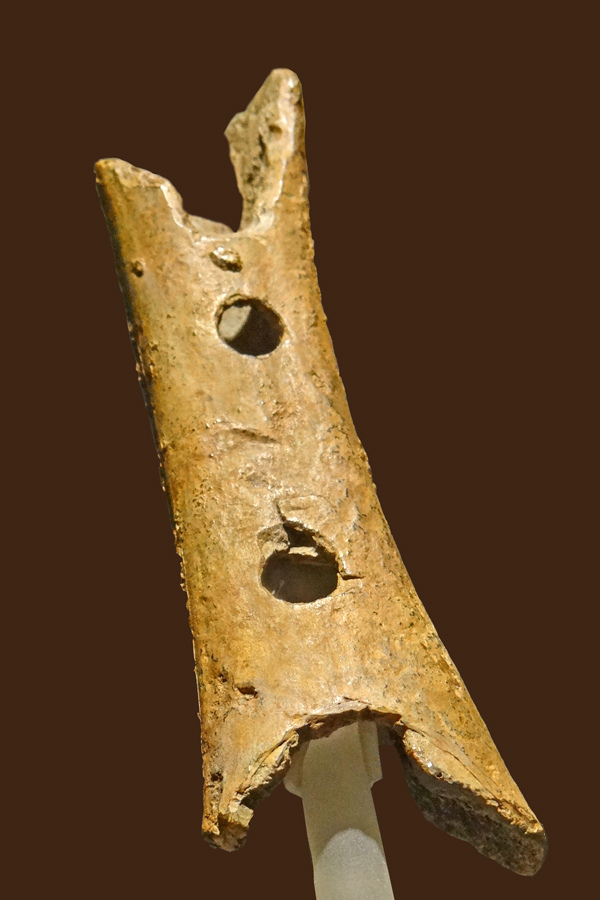
Als Knochenflöte bezeichneter Fund aus der Divje-babe-Höhle

- Schrapper sind gerippte Objekte, die durch Schrubben angespielt werden und durch Ratschen bzw. Kratzen Rhythmen markieren. Otto Seewald überliefert 1934 den Einsatz solcher Perkussionsgeräte in der Nacht vor dem Aufbruch zur Jagd bei den nordamerikanischen Huichol-Indianern. In der Pekarna-Höhle wurde, zusammen mit Musikinstrumenten, ein Stück in der Form eines Lochstabes geborgen. Funde: Geißenklösterle bei Blaubeuren (bandförmiges Geweihstäbchen und gekerbte Ulna eines Kolkraben); Dolní Věstonice (Wolfsknochen, Gravettien); Brillenhöhle bei Blaubeuren (gekerbte Elfenbeinbänder, Magdalénien)
- Trommelschlägel: Ein T-förmiges Rentiergeweih-Artefakt bildet ein Äquivalent zu gewinkelten Schlägeln wie sie beim Spielen von Rahmentrommeln gebraucht werden. Fund: Brillenhöhle bei Blaubeuren (Magdalénien-Schicht IV)
- Stalagmiten und Stalaktiten als Klangkörper: Tropfsteine aus den Höhlen Südfrankreichs (Dordogne) zeigen Schlagspuren.

### Aerophone
- Flöten: Bereits aus dem Mittelpaläolithikum gibt es einige durchlochte Knochen, die als Flöten interpretiert werden (Knochenflöte), wie die Neandertaler-Flöte aus der Höhle Divje babe I in Slowenien. Dem wird entgegengehalten, dass diese Löcher durch Verbiss von fleischfressenden Tieren entstanden sein könnten und nicht durch menschliche Bearbeitung.[6][7] Aus dem Aurignacien in der späten Altsteinzeit sind Flöten aus Vogelknochen oder Mammut-Elfenbein bekannt, die ein Alter von mehr als 35.000 Jahren haben und damit die ältesten sicher belegten Musikinstrumente der Welt darstellen. (Siehe auch Aurignacien#Flöten aus Knochen und Elfenbein)

- Pfeifen und Hörner

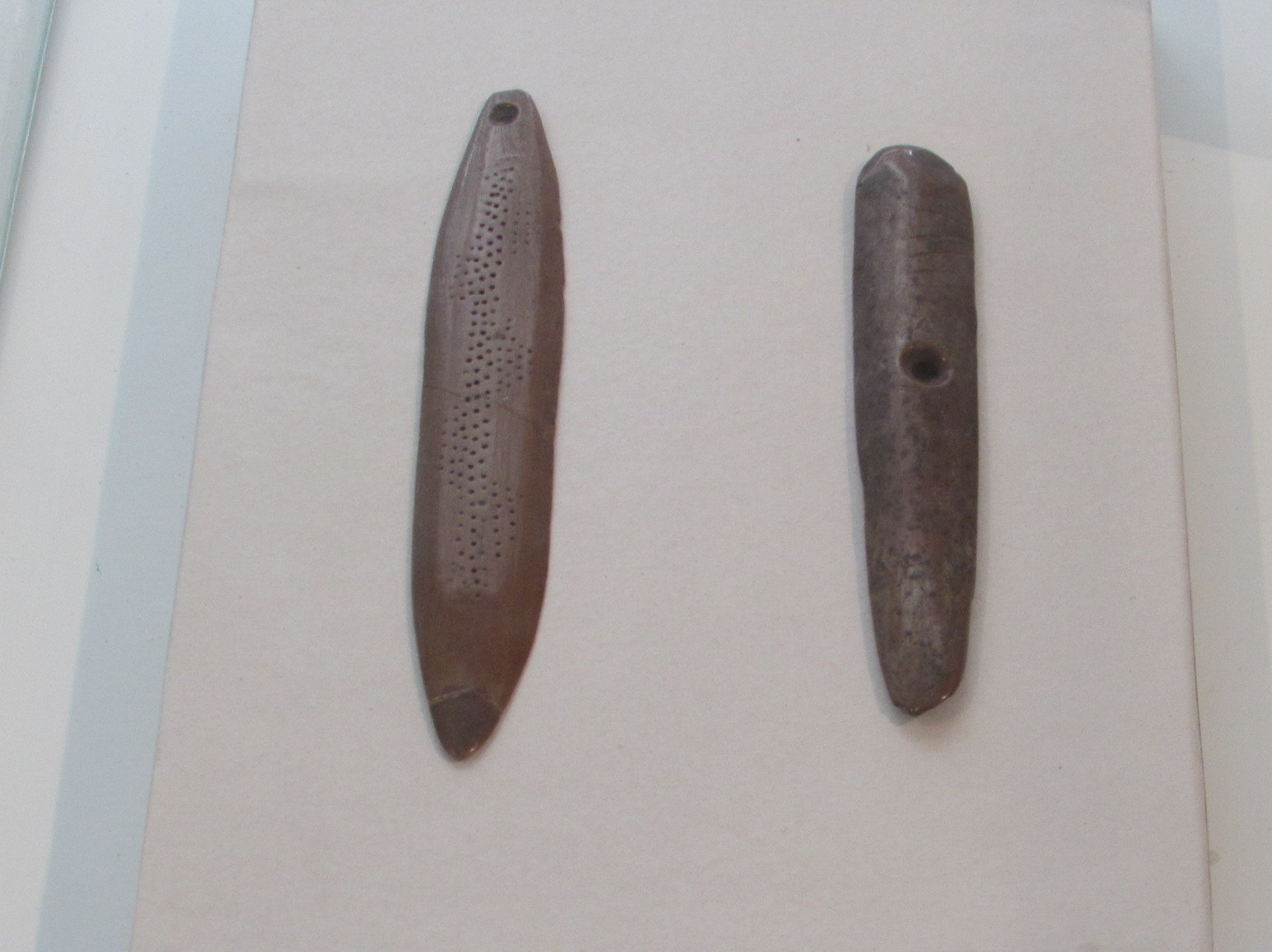
Mittelsteinzeitliche Schwirrgeräte aus Pritzerbe. Im Kreismuseum Jerichower Land

  - Phalangenpfeifen: Pfeifen von Finger- oder Zehenknochen in hohen etwas leisen Tönen spielen bei Jagdhandlungen und Fruchtbarkeitsritualen und über das Ende der letzten Nacheiszeit hinaus eine tragende Rolle.
  - Langknochenpfeifen: Sie werden von Bären-, Schwanen- oder auch von menschlichem Oberschenkelknochen hergestellt, und weisen bereits einen größeren Tonumfang auf.
  - Querflöten-Pfeifen: Solche Musikalien treten entweder mit einem oder beiden Enden verschlossen und mit ein oder mehreren Grifflöchern auf. Es besteht die Möglichkeit zum Erzeugen von Naturtonleitern und auch von Flageolettetönen (Erzielen von hohen Tonstufen durch überblasen). Als Querflöte angesprochen wird der Fund aus der Istállóskö-Höhle in Ungarn. Die vollkommenste paläolithische Flöte stellt die 1953 in der Station Molodova 5 (Dnestr-Ufer) geborgene dar. Über den Vergleich mit dem gehörnten Wesen von La Trois Ferres (Höhlenmalerei: Frankreich) beschreibt der Prähistoriker Alexander Häusler mögliche Spielweisen. Flöten standen bei Jagd- und Fruchtbarkeitszaubern und zum Anlocken von Tieren.[8]
  - Schneckenhörner: Hierfür wurden Schneckengehäuse, unter anderem Tritonshörner, verwendet.

- Schwirrgeräte sind meist flache, lanzettförmige Instrumente aus Holz oder Knochen, die an einer Schnur befestigt um eine Längsachse kreisen. Abhängig von der Drehgeschwindigkeit wird ein brummendes Geräusch erzeugt. Die rezente Western woods Cree nennt sie „bull-roarer“. Im Australischen werden sie als Seelenhölzer, Tschuringa oder auch „Womara“ bezeichnet. Funde: Höhle Roche de Birol bei Lalinde, Dordogne, Frankreich (verzierte Stücke aus Rentiergeweih, bei Auffinden in rote Farbpigmente eingebettet, Magdalénien); Vogelherdhöhle im Lonetal; Stellmoor bei Ahrensburg

## Musikinstrumente aus Keramik und Metall

### Idiophone
Das Musizieren in der Mittelsteinzeit Mesolithikum ist stark von der Lebensweise als Jäger und Sammler geprägt.
Die Verwendung von Ton als Werkstoff in der Jungsteinzeit (Neolithikum) wirkt sich auf Bauweise und Vielfalt der Instrumente aus. Das Kulturleben der Menschen ändert sich sowie durch bessere Formbarkeit plastische Darstellungen einfacher von der Hand gehen.
- Tonrasseln: Die Funktion von kleineren Rasselinstrumenten ist eindeutig als Spielzeug für Kinder zu sehen, während die größeren in erster Linie zur Vertreibung von Dämonen zu Kultzwecken bestimmt sind.[9] Zu den vogelförmigen Klappern und Rasseln ist anzumerken, dass die Vogelsymbolik als Loslösen von der Erde, als Seelenvorstellung, Übergang in eine jenseitige Welt und allgemein in Verbindung mit dem Gedanken der Freiheit zu verstehen ist.
- Tonglocken: Glocken werden bei ritueller Heilung und Geistervertreibung eingesetzt. Der Gong wird auch verwendet, um den Zeitpunkt der gemeinsamen Mahlzeit zu markieren.
- Membranophone/Tontrommeln: Tontrommeln tragen zur entscheidenden Belebung des Tonklanges im Keramikkulturzyklus bei. Das Spannen der Felle erfolgt zunächst über Binden und Knüpfen oder über das Anbringen von Gewichten. Die geringe Anzahl der als Tontrommeln angesprochenen Funde hängt auch damit zusammen, dass viele nicht als solche erkannt worden sind. Die als walzenförmig angesprochene Trommel der Trichterbecherkultur (Polen: Mrovino),[10] sowie die Tontrommel aus Brozany nad Ohrì[11] in Böhmen weist unter dem Rand eine Reihe von durchlochten Fortsätzen zum Anbinden und Straffen der Membran auf. Die urnenfelderzeitliche Keramiktrommel aus Inzersdorf-Getzersdorf in Österreich[12] wurde wohl mit Hilfe eines Spannringes, der um den Fuß geschlungen wurde und durch den die Spannschnüre gezogen wurden, bespannt.

Der Nachweis eines ringförmigen Trommelrahmens entstammt der Dorset-Kultur. Diese Paleo-Eskimo-Kultur der Arktis wird wesentlich früher eingestuft und ab 500 vor unserer Zeitrechnung genannt.

### Aerophone
- Gefäßflöten: Die Formgebung der frühen Keramikflöten steht mit Vorbildern aus Tierwelt und Natur in Zusammenhang. Eine der ältesten Gefäßflöten aus Ton stammt aus dem frühen Neolithikum aus einer Fundstelle bei Brunn am Gebirge in Niederösterreich.[14][15] Sie datiert ins 6. Jahrtausend v. Chr. und gehört der Starčevo-Kultur an, also vor der Linearbandkeramik.[16] Aus der Vinča-Kultur[17] und der Anzabegovo-Vršnik-Kultur[18] ist je ein Exemplar bekannt. Weitere  Hohlformen in Vogelgestalt werden im ungarischen Pilin sowie in Kaschau geborgen. Der stilisierte Tierkopf der am Ende rechtwinkligen Flöte von Tòzeg stellt, im Vergleich mit der Reiterdarstellung auf einer Urne aus Tumulus 3 vom Ödenburger Burgstall einen Pferdekopf dar. Die Gefäßflöte aus dem ungarischen Vörösmart ist etwas jünger. Pilin, Tòzeg und Vörösmart entstammen der Zeit zwischen 1700 und 1400 v. Chr.[19]
- Panflöten oder Syringen aus Knochen, Buchsbaumholz, Keramik, Bronze: Aus dem frühkupferzeitlichen (4. Jahrtausend v. Chr.) Gräberfeld von Mariupol in der Südukraine stammt eine Panflöte oder Syrinx aus sieben oder acht unterschiedlich langen, ritzverzierten Vogelröhrenknochen.[20] Das Fragment der Bronze-Syrinx aus Sanzeno im Trentino gibt einen Hinweis auf die heidnischen Rituale oder Pagane während der La-Tène-Zeit ab dem 5. Jahrhundert v. Chr. Die Situlenkunst überliefert Panflöten im Zuge von Prozessionen, beim musikalischen Wettstreit oder Zusammenspiel und auch als Soloinstrument zur Untermalung im festlichen Rahmen. Im griechischen und italischen Raum stehen Syringen mit dem Hirtenberuf in Kontext. In archäologischem Kontext wird die Panflöte also als Syrinx bezeichnet. Das Fundstück aus Sanzeno und die im Folgenden genannte Harfe aus Fritzens (Tirol) gibt einen weiteren Hinweis auf die kulturelle Einheit der Menschen nord- und südwärts der Alpen.

### Chordophone
Saiteninstrumente und Membranophone gelten als die jüngsten der vier Instrumentengattungen. Eine ungefähr 15.000 Jahre alte, schwer zu interpretierende Höhlenzeichnung in der Drei-Brüder-Höhle in Frankreich zeigt möglicherweise einen Mundbogen spielenden Tänzer. Aus der La-Tène-Zeit Mitteleuropas (470 v. Chr. bis 15 n. Chr.) stammt eine Winkelharfe aus Hirschgeweih von Fritzens-Pirchboden. Am Hals befinden sich rätische Schriftzeichen. Sie endet in einem kunstvoll geschnitzten Pferdekopf. Sie mag neben dem Begleiten von Tanz (…) den Epen eines „rätische[n] Homer[s]“ (…) als Transportmittel gedient haben. Die Übereinstimmungen in der materiellen Kultur (Keramik, Baustil, Schrift und Metallhandwerk) prägen den Begriff der Fritzens-Sanzeno-Kultur in Ost-, Nord- und Südtirol. In Überlegungen zur Evolution der Saiteninstrumente werden Musikbögen, Erdbögen und Erdzithern an den Anfang gestellt, auch wenn von diesen weder archäologische Funde noch entsprechend alte Höhlenzeichnungen überliefert sind.